# Conor Garland
Conor Garland (* 11. März 1996 in Scituate, Massachusetts) ist ein US-amerikanischer Eishockeyspieler, der seit Juli 2021 bei den Vancouver Canucks aus der National Hockey League unter Vertrag steht. Zuvor verbrachte der rechte Flügelstürmer fünf Jahre in der Organisation der Arizona Coyotes. Bei der Weltmeisterschaft 2025 gewann Garland mit der Nationalmannschaft der Vereinigten Staaten die Goldmedaille.

## Karriere

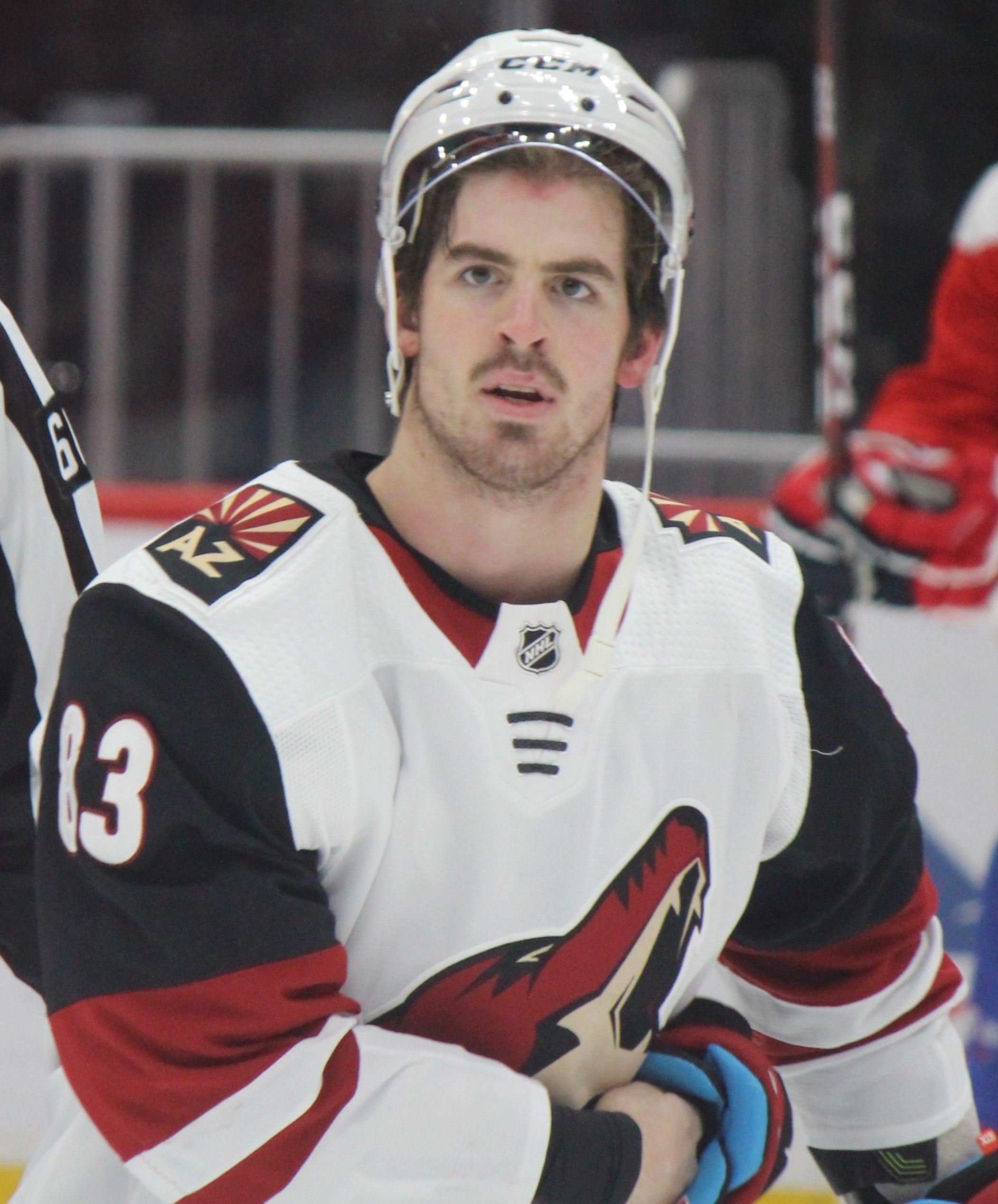
Garland im Trikot der Arizona Coyotes (2019)

Garland spielte während seiner Jugend unter anderem bei den Boston Junior Bruins. Im Sommer 2012 wurde der Flügelstürmer dann sowohl im Entry Draft der United States Hockey League sowie im Entry Draft der Ligue de hockey junior majeur du Québec ausgewählt. Der US-Amerikaner entschied sich zunächst in seinem Heimatland zu bleiben und schloss sich daher zur Saison 2012/13 den Muskegon Lumberjacks aus der USHL an. Er bestritt bis zum Dezember 2012 jedoch nur sechs Spiele für die Mannschaft und wechselte im Saisonverlauf in die kanadische Juniorenliga LHJMQ, wo er fortan für die Moncton Wildcats auflief. In 31 Einsätzen inklusive der Playoffs verbuchte Garland in seiner Rookiesaison 17 Scorerpunkte. Im folgenden Spieljahr, das sein erstes komplettes in der Liga darstellte, steigerte er sich auf 54 Punkte. Hinzu kamen fünf weitere in den Playoffs.
Das folgende Spieljahr war von einer Leistungsexplosions Garlands geprägt. Mit 129 Scorerpunkten war er Topscorer der LHJMQ und erhielt dafür die Trophée Jean Béliveau. Ebenso teilte er sich damit den CHL Top Scorer Award der Canadian Hockey League mit Dylan Strome. Seine 94 Torvorlagen stellten in der LHJMQ ebenfalls einen Bestwert dar. Zudem wurde er ins First All-Star Team der Liga gewählt und erhielt am Saisonabschluss auch die Trophée Michel Brière als wertvollster Spieler der Liga. Anschließend wurde der Angreifer im NHL Entry Draft 2015 in der fünften Runde an 123. Stelle von den Arizona Coyotes aus der National Hockey League ausgewählt. In der Saison 2015/16 bestätigte Garland die Leistungen der Vorsaison. Mit 128 Punkten gewann er erneut die Trophée Jean Béliveau und den CHL Top Scorer Award. Ebenso stand er zum wiederholten Mal im LHJMQ First All-Star Team. In den Playoffs scheiterte die Mannschaft aber – wie bereits im Vorjahr – in der Vorschlussrunde.
Nachdem Garland bereits im Dezember 2015 von den Arizona Coyotes per Einstiegsvertrag verpflichtet worden war, verstärkte er mit Beginn der Saison 2016/17 das Farmteam der Coyotes, die Tucson Roadrunners, in der American Hockey League. In seinen ersten beiden Profijahren kam der Offensivspieler ausschließlich in der AHL zu Einsätzen und bestritt jeweils 55 Saisonspiele, wobei er sich von 14 auf 27 Punkte steigerte. Im ersten Drittel der Spielzeit 2018/19 sammelte Garland in den ersten 18 Spielen 19 Scorerpunkte. Dies bescherte ihm im Dezember 2018 die erstmalige Berufung in den NHL-Kader Arizonas, wo er bis zum Saisonende überwiegend eingesetzt wurde und dabei in 47 Partien 18 Punkte verzeichnete. In der Folge erspielte er sich einen Stammplatz bei den Coyotes.
Nach fünf Jahren in der Organisation der Coyotes wurde Garland im Juli 2021 samt Oliver Ekman Larsson an die Vancouver Canucks abgegeben. Im Gegenzug erhielten die Coyotes Loui Eriksson, Jay Beagle und Antoine Roussel, ein Erstrunden-Wahlrecht für den NHL Entry Draft 2021, ein Zweitrunden-Wahlrecht für den NHL Entry Draft 2022 sowie ein Siebtrunden-Wahlrecht für den NHL Entry Draft 2023. Wenige Tage später unterzeichnete Garland einen neuen Vierjahresvertrag in Vancouver, der ihm ein durchschnittliches Jahresgehalt von knapp fünf Millionen US-Dollar einbringen soll.

### International
Im Rahmen der Weltmeisterschaft 2021 gab Garland sein Debüt für die Nationalmannschaft der USA und gewann dort mit ihr die Bronzemedaille. Zudem wurde er mit 13 Punkten bester Scorer seines Teams, während ihn im gesamten Turnier nur Connor Brown (16) übertraf, sodass er im All-Star-Team der WM berücksichtigt wurde. Zwei Jahre später gehörte er bei den Welttitelkämpfen 2023 erneut zum US-amerikanischen Aufgebot. Bei der Weltmeisterschaft 2025 gewann der Stürmer mit dem US-Team die erste Goldmedaille seit 65 Jahren.

## Erfolge und Auszeichnungen
| - 2015 Trophée Jean Béliveau - 2015 CHL Top Scorer Award (gemeinsam mit Dylan Strome) - 2015 Trophée Michel Brière - 2015 LHJMQ First All-Star Team | - 2016 Trophée Jean Béliveau - 2016 CHL Top Scorer Award - 2016 LHJMQ First All-Star Team |

### International
- 2021 Bronzemedaille bei der Weltmeisterschaft
- 2021 All-Star-Team der Weltmeisterschaft
- 2025 Goldmedaille bei der Weltmeisterschaft

## Karrierestatistik

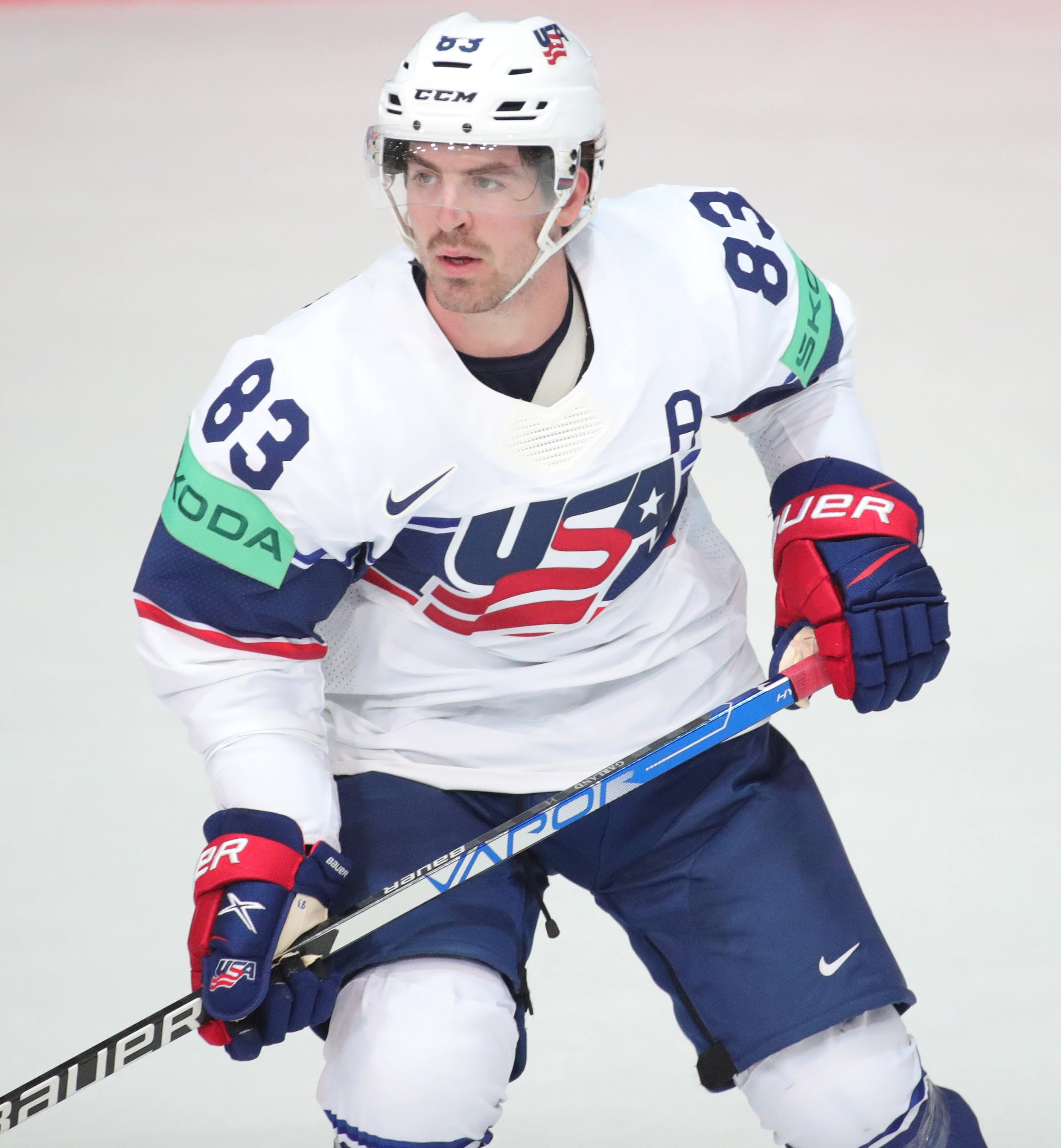
Garland als Spieler der US-amerikanischen Nationalmannschaft (2023)

Stand: Ende der Saison 2024/25

### International
Vertrat die USA bei:
- Weltmeisterschaft 2021
- Weltmeisterschaft 2023
- Weltmeisterschaft 2025

(Legende zur Spielerstatistik: Sp oder GP = absolvierte Spiele; T oder G = erzielte Tore; V oder A = erzielte Assists; Pkt oder Pts = erzielte Scorerpunkte; SM oder PIM = erhaltene Strafminuten; +/− = Plus/Minus-Bilanz; PP = erzielte Überzahltore; SH = erzielte Unterzahltore; GW = erzielte Siegtore; 1 Play-downs/Relegation; Kursiv: Statistik nicht vollständig)